# Karl Haushofer
Karl Ernst Haushofer (Múnich, 27 de agosto de 1869-Pähl, 13 de marzo de 1946) fue un político, militar y geógrafo alemán, que destacó también como prolífico escritor. Se le considera el fundador de la geopolítica como disciplina y uno de los principales ideólogos del Lebensraum.

## Biografía

### Formación y carrera profesional
Nació en Múnich el 27 de agosto de 1869, en el seno de una familia de artistas y académicos. En 1887 inicia la carrera militar en la escuela de guerra de Baviera, y tres años después ingresa como oficial de artillería en el regimiento de artillería de campaña Príncipe Regente Luitpold. Luego se casa el 8 de julio de 1896 con Martha Mayer-Doss, joven de ascendencia hebrea. Dos años después es ascendido a oficial del Estado Mayor.
En 1903 era profesor en la Academia de Guerra de Baviera y es enviado al Japón en 1908 a reorganizar el aparato militar del país. También realizó viajes a China, India y Corea. En uno de sus periplos conoce a Lord Kitchener, con quien intercambia opiniones sobre un posible enfrentamiento bélico entre Alemania y Gran Bretaña, cuyas consecuencias serían favorables para los Estados Unidos y el Japón. 
En 1913, Haushofer dio cursos de geografía en la Universidad de Múnich, llegando a ser catedrático en esta rama. Al año siguiente fue movilizado para la Primera Guerra Mundial como mayor general y comandante brigadier del ejército alemán en el frente francés, y en 1916 combate en el frente del Cáucaso. Tres años después, renuncia a su carrera militar para dedicarse por entero al estudio de la geografía política en Múnich.
Sus estudios sobre los aspectos políticos del mundo lo hicieron merecedor por redefinición de la ciencia que conocemos hoy como geopolítica. Le acompañaron en sus estudios las tesis de historiadores ingleses, como Thomas Macaulay y Edward Gibbon, alemanes, como Albrecht Roscher y Friedrich Rätzel, suecos como Rudolf Kjellén, quienes configuraron el pensamiento geopolítico de Haushofer.

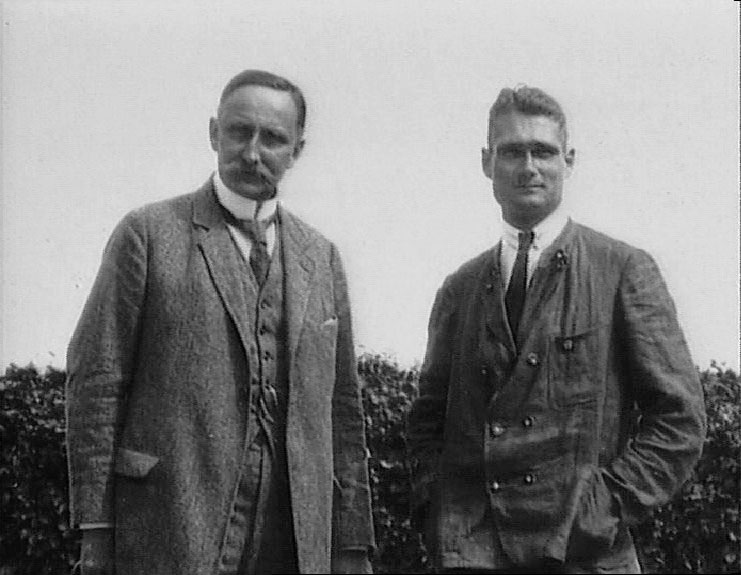
Karl Haushofer (a la izquierda) junto a Rudolf Hess, c. 1920.

Para los hechos históricos que siguieron, Haushofer comprometió su pensamiento con su vinculación indirecta con el movimiento ultranacionalista alemán nacionalsocialista. Desde 1919, Haushofer y otros dirigentes (entre ellos Rudolf Hess) fundaron el Partido Obrero Alemán, al cual se unieron después Adolf Hitler y Joseph Goebbels, así como la sociedad secreta Thule. Aunque su participación en el partido fue casi nula, proporcionó sus conocimientos de geopolítica al Nazismo, que ya estaba ganando adeptos entre el público. Debido a su unión matrimonial con una judía, tuvo numerosos inconvenientes con los nazis, por lo que su amigo Rudolf Hess decidió protegerlo.
En 1924 ya funda su publicación Zeitschrift Für Geopolitik («Revista de Geopolítica») con la cual inicia sus actividades como especialista en el área internacional de la política alemana. Luego funda la «Academia Alemana» el 5 de mayo de 1925 y dos años después da a conocer en Berlín su estudio acerca de las fronteras nacionales. Tuvo dos hijos de su unión con Martha, Albrecht y Heinz. De ellos, Albrecht Haushofer llegaría a ser el protegido y geopolítico apadrinado de Rudolf Hess en la década de 1930.

### Período nazi
Sus problemas con los nazis se incrementaron después de 1933, cuando un comando del partido asaltó su residencia en busca de armas. Meses después logró conservar su puesto de profesor universitario gracias a la habilidad de Hess. Fue elegido presidente de la Academia Alemana de 1934 a 1937, y durante ese periodo actuó como diplomático en misiones secretas a Londres. En 1938, Haushofer cayó en desgracia y su situación se complicó aún más con la desaparición de Hess en 1941. En 1944, fue vinculado al proceso judicial por causa del atentado fallido contra Hitler dirigido por Claus von Stauffenberg. La Gestapo lo encarceló en Dachau. Uno de sus hijos, Albrecht Haushofer (diplomático y coautor del Pacto Ribbentrop-Mólotov), fue ejecutado al final de la Segunda Guerra Mundial.
Fue interrogado por los oficiales del ejército estadounidense por su vinculación con el régimen nacionalsocialista, y aunque salió absuelto en los Juicios de Núremberg, los aliados le embargaron su pensión y su título de profesor honorario, con lo que su situación económica se agravó, siendo el detonante de su suicidio en marzo de 1946; su esposa también lo asistió suicidándose, aunque existe otra hipótesis por la cual miembros del MI6 habrían escenificado sus asesinatos.

## Pensamiento
Siendo uno de los principales ideólogos del Lebensraum o «espacio vital», término acuñado por el geógrafo alemán Friedrich Ratzel (1844-1904), establecía la importancia de la relación entre espacio y población, asegurando que la existencia de un Estado quedaba garantizada cuando dispusiera del suficiente espacio para atender a las necesidades del mismo. Esta idea es análoga al Destino manifiesto estadounidense. Haushofer quiso dar a la geopolítica de su época una idea de antiimperialismo en contra de las potencias marítimas del mundo, como Estados Unidos y Gran Bretaña; para ello deseaba que los países más desarrollados de Eurasia hicieran frente contra estas potencias y contribuyeran a surgir los espacios continentales de naciones solidarias con un despliegue armonioso y supranacional.

## Obras
- Geopolitik des Pazifischen Ozeans (1925)
- Macht und Erde (1932-34)
- Weltpolitik von heute (1935).